# Theodor-Heuss-Platz
Theodor-Heuss-Platz – ulica w Berlinie, w Niemczech, w dzielnicy Westend, w okręgu administracyjnym Charlottenburg-Wilmersdorf. Został wytyczony przed 1904.
Przy placu znajduje się stacja metra linii U2 Theodor-Heuss-Platz.